# ...And Justice for All (film)
|  | Denne artikel omhandler filmen ...And Justice for All, for Metallicaalbummet af samme navn, se ...And Justice for All |
...And Justice for All er en amerikansk film fra 1979 med Al Pacino i hovedrollen. Filmen er skrevet af Valerie Curtin og Barry Levinson og er instrueret af Norman Jewison.
Al Pacino spiller en forsvarsadvokat fra Baltimore, der afpresses til at forsvarere en korrupt dommer (spillet af John Forsythe).